# 몰타하마
몰타하마(학명: Hippopotamus melitensis)는 플라이스토세에 몰타섬에서 살았던 하마속의 고생물이다. 시칠리아하마(Hippopotamus petlandi)가 시칠리아섬에서 몰타섬으로 건너오면서 분화되었다는 설과, 현생 하마(Hippopotamus amphibius)에서 분화되었다는 설이 있다. 시칠리아하마처럼 섬의 왜소 발육화 현상으로 현생 하마보다 크기가 작았으며, 대략 900kg 정도의 몸무게를 가졌을 것이라 추정되고 있다.